# Minicymbiola
Minicymbiola is een geslacht van weekdieren uit de klasse van de Gastropoda (slakken).

## Soort
- Minicymbiola corderoi (Carcelles, 1953)